# Oybek Mamazulunov
Oybek Mamazulunov (* 25. Dezember 1989), auch Oibek Mamasulunow, ist ein usbekischer Amateurboxer.

## Boxkarriere
Mamazulunov wurde 2010 erstmals usbekischer Meister, damals noch im Mittelgewicht. Im Juli 2013 startete er im Halbschwergewicht bei den 27. Asienmeisterschaften in Amman, Jordanien. Durch Siege gegen Jagrup Singh aus Indien (3:0), Sandagsuren Erdenebayar aus der Mongolei (3:0) und Anavat Thongkrathok aus Thailand (K. o.) erreichte er das Finale, wo er Ädilbek Nijasymbetow aus Kasachstan knapp (2:1) auspunktete und Gold gewann.
Daraufhin nahm er im Oktober 2013 noch an den 17. Weltmeisterschaften in Almaty, Kasachstan, teil. Nach einem erneuten Sieg in der Vorrunde gegen den Mongolen Sandagsuren Erdenebayar (3:0) schlug er im Achtelfinale den Bosnier Džemal Bošnjak (3:0) und im Viertelfinale den Niederländer Peter Müllenberg (3:0). Beim Kampf um den Einzug ins Finale unterlag er diesmal dem Kasachen Ädilbek Nijasymbetow (0:3) und gewann Bronze.
Bei den Asienspielen 2014 in Südkorea besiegte er Sandagsuren Erdenebayar aus der Mongolei (3:0) und Nadjed Salloum aus dem Libanon (t.K.o.), ehe er im Halbfinale gegen Kim Hyeong-Kyu aus Südkorea ausschied (0:3).